# Дударев, Владимир Дмитриевич
Влади́мир Дми́триевич Ду́дарев (9 апреля 1930, Варваровка, Конотопский округ — 7 января 2002, Темижбекский, Ставропольский край) — тракторист совхоза «Темижбекский» Новоалександровского района Ставропольского края. Герой Социалистического Труда (1967).

## Биография
Родился 9 апреля 1930 года в селе Варваровка (ныне Черниговской области) в крестьянской семье. Детские годы прошли в посёлке Темижбекский Северо-Кавказского края. Окончив семилетку, поступил на учёбу в Григорополисскую школу механизации.
С 1947 года — механизатор в совхозе «Темижбекский» Новоалександровского района. С 1948 года — каменщик в станице Новотроицкая Изобильненского района. В 1949—1954 годах проходил службу в Советской армии. С 1954 года — тракторист отделения № 3 совхоза «Темижбекский» Новоалександровского района. В 1956 году назначен звеньевым бригады механизаторов.
Звено Владимира Дударева ежегодно показывало высокие трудовые результаты при обработке пахотных земель. За достигнутые успехи в увеличении производства и заготовок зерна в 1966 году удостоен звания Героя Социалистического Труда указом Президиума Верховного Совета СССР от 19 апреля 1967 года с вручением ордена Ленина и золотой медали «Серп и Молот».
В 1975 году окончил заочное отделение Григориполисского сельскохозяйственного техникума по специальности «агроном-полевод». До 1991 года трудился главным агрономом совхоза «Темижбекский».
Избирался членом бюро Новоалександровского райкома КПСС, депутатом Новоалександровского районного совета народных депутатов.
После выхода на пенсию в 1991 году работал в крестьянском фермерском хозяйстве своего сына (КФХ «Дударев»). Умер 7 января 2002 года.

## Награды
- Герой Социалистического Труда;
- Орден Ленина;
- Орден Октябрьской Революции (07.12.1973).